# 加德斯登峰
加德斯登峰（英語：Gadsden Peaks），是南極洲的山峰，位於維多利亞地的彭內爾海岸，處於蘭格峰西南面5海里，屬於阿德默勒爾蒂山脈中利特爾頓山脈的一部分，海拔高度超過2,500米，現時由南極條約體系管理。